# Anta
 (janvier 2024).
Si vous disposez d'ouvrages ou d'articles de référence ou si vous connaissez des sites web de qualité traitant du thème abordé ici, merci de compléter l'article en donnant les références utiles à sa vérifiabilité et en les liant à la section « Notes et références ».
Pour les articles homonymes, voir Anta (homonymie).
Anta est une chanteuse sénégalaise de mbalax, soul, world music et de R&B. Elle est née à Téhéran en Iran. Elle est connue au sein de la diaspora africaine dans les grandes capitales mondiales. Elle a remporté la première édition du concours Voix d'or.

## Biographie
Anta Ndiaye naît d'un père sénégalais et d'une mère française. Elle a toujours vécu en France (née le 5 mars 1988 à Téhéran en Iran). Dans sa jeunesse, elle se destine au métier de journaliste. Cependant, elle reste passionnée de musique.
Lors des vacances au Sénégal, à l'âge de 17 ans, elle est inscrite par ses cousins au casting de l'émission de télé-réalité "Voix d'or". Elle gagne l'émission, ce qui lui permet d'enregistrer son premier single au Sénégal, où elle se fait connaître. Elle retourne rapidement en France à cause du décès de son frère.

## À l'assaut de l'Africa Decibels
Après ce moment, elle participe cette fois-ci en 2006 au concours Africa Decibels organisé à Paris, regroupant des jeunes originaires de douze pays africains dans une compétition musicale. Elle gagnera ce concours avec des interprétations des chansons de Whitney Houston, Mariah Carey, Beyoncé ou encore Céline Dion. Elle prouve ainsi ses énormes capacités vocales. Et remportera avec brio ce concours qui fera d'elle la nouvelle étoile de la musique africaine.

## Écoutez
Avec la sortie de son premier album Écoutez en 2007, dont le premier single Review, sera vendu à 30 000 exemplaires. Et l'album qui lui s'y ajoute et emmène ses ventes à 170 000 exemplaires.
Ce premier album sort dans le monde entier en 2007 et devient une des meilleures ventes World Music du moment. Anta commence sa première tournée mondiale et joue dans un grand nombre de festivals.

## Love africa
Ce deuxième album de Anta restera dans les annales des charts africains car étant vendu à 150 000 exemplaires de juin à octobre. En sus du single Help us écoulé à 50 000 exemplaires. Ce qui amène ces ventes à 200 000 exemplaires pour ce second acte.
Le deuxième single de l'album est un duo avec le groupe Psquare New order sorti le 13 novembre 2009.

### Singles et Albums
- 2007 : single Review
- 2007 : album Ecoutez
- 2009 : single Help us
- 2009 : album Love Africa